# Uleomyces parasiticus
Uleomyces parasiticus är en svampart som beskrevs av Henn. 1895. Uleomyces parasiticus ingår i släktet Uleomyces och familjen Cookellaceae.   Inga underarter finns listade i Catalogue of Life.